# チェルニウツィー州

チェルニウツィー州
 Черніве́цька о́бласть
 Regiunea Cernăuţi

チェルニウツィー州 （ウクライナ語: Черніве́цька о́бласть、チェルニヴェーツィカ・オーブラスチ）は、ウクライナ西部の州。ルーマニア、モルドバと国境を接する。カルパチア山脈と山の麓に広がる丘陵地帯は、徐々にドニエストル川とプルート川の間に広がる狭い森林化した平野へ変わる。州都はチェルニウツィー。ロシア語名はチェルノフツィー州である。

## 地理
| 母語話者（チェルニウツィー州） 2001 | 母語話者（チェルニウツィー州） 2001 | 母語話者（チェルニウツィー州） 2001 | 母語話者（チェルニウツィー州） 2001 | 母語話者（チェルニウツィー州） 2001 |
| ----------------------------------- | ----------------------------------- | ----------------------------------- | ----------------------------------- | ----------------------------------- |
|                                     |                                     |                                     |                                     |                                     |
| ウクライナ語                        | ウクライナ語                        |                                     | 75.6%                               | 75.6%                               |
| ロシア語                            | ロシア語                            |                                     | 5.3%                                | 5.3%                                |
| その他（ルーマニア語など）          | その他（ルーマニア語など）          |                                     | 19.1%                               | 19.1%                               |

チェルニウツィー州の面積は8,097平方kmであり、ウクライナ国内の約1.3％を占めている。
州内には、全長10km以上の河川が75ある。最大の河川はドニエストル川（290km）、プルート川（128km）、シレト川（113km）である。
州は3つの地帯に分けられる。プルート川とドニエストル川の間の森林ステップ地帯、カルパチア山脈とプルート川の間の山麓丘陵地帯、カルパチア山脈のブコヴィナ部分で知られる山岳地帯である。
チェルニウツィー州は、イヴァーノ＝フランキーウシク州、テルノーピリ州、フメリニツキー州、ヴィーンヌィツャ州、ルーマニア、モルドバと接している。州内のウクライナ＝ルーマニア国境はおよそ226km、ウクライナ＝モルドバ国境は198kmである。

## 歴史
チェルニウツィー州は、1940年8月7日、ソビエト連邦がベッサラビアと北部ブコヴィナを占領した際に設置された（en）。ルーマニア王国の行政区画の一つであったツィントゥル・スチャヴァ（en）北部を元としている。 
この地方における人類の定住は数千年前に遡り、新石器時代にはククテニ文化が栄えた。中世にはモルダヴィア公国の一部となった。1775年、ブコヴィナはハプスブルク君主国に併合された（後にはオーストリア帝国）。1812年、ベッサラビアがロシア帝国に併合された。1918年、ブコヴィナ、ベッサラビアは両方ともルーマニア王国に併合された。ヘルトザ地方（en）は、1859年にワラキアと合同するまでモルダヴィアに属し、後にルーマニア王国領となっていた。 

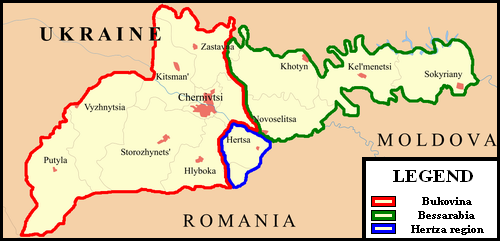
歴史的な地方を色分けした図。赤は北部ブコヴィナ、青はヘルトザ地方、緑は北部ベッサラビア

1940年-1941年にかけ、数千人のブコヴィナ住民がシベリアやカザフスタンへ追放され、1941年6月13日にはその一部である13,000人が追放された。追放者の属する社会的階級は皆異なっており、知識階級、元公務員、ビジネスマンらであった。標的となった者の大多数はルーマニア人だったが、同様に他の少数民族も多く含まれていた。
ソビエト支配下にいたブコヴィナのルーマニア系住民の抗議が、ソビエトの苛烈な報復的実力行使を招いた。1941年の冬から春にかけ、ソビエト軍はルーマニアとの国境を渡り入国しようとする多くの集団へ向け発砲した（フントナ・アルバの虐殺）。
1940年の9月17日から11月17日の間、ソビエトとナチス・ドイツの間で同意がなされ、チェルナウツィー州在住のドイツ系住民ら43,641人がドイツへ移送された。
第二次世界大戦中、チェルニウツィー州はルーマニア王国に再獲得され、州内にあったユダヤ人コミュニティーは大規模に破壊され、ユダヤ人たちはゲットーから追放され、強制収容所でおよそその60％が死んだ。1944年にソビエト軍がブコヴィナを奪回すると、多くの住民はルーマニアへと逃れ、その結果州は深刻な過疎に陥った。統計が示すように、戦争によって地方の民族構成を変えてしまった。1940年、おおざっぱな割合で示せば、ウクライナ人476:ルーマニア人282:ユダヤ人110:ロシア人58:ドイツ人52:ポーランド人27の構成であった。ルーマニア人の数が十分に激減した一方で、今日はユダヤ人、ドイツ人、ポーランド人が統計上わずかな人数となっている。 
1991年12月1日のウクライナ独立時、チェルニウツィー州住民の92％がウクライナ独立を支持した。

## チェルニウツィー州の行政区画
チェルニウツィー州には11の行政区画（ラヨン）があり、ラヨンに属さず独立した2都市がある。
- ラヨン:
  - ヘルツァイウシキィ（en:Hertsaivskyi Raion、ウクライナ語: Герцаївський район）　
  - フリボトシキィ（en:Hlybotskyi Raion、ウクライナ語: Глибоцький район）　
  - ケルメネトシキィ（en:Kelmenetskyi Raion、ウクライナ語: Кельменецький район）　
  - ホティンシキィ（en:Khotynskyi Raion、ウクライナ語: Хотинський район）　
  - キトスマンシキィ（en:Kitsmanskyi Raion、ウクライナ語: Кіцманський район）　
  - ノヴォセリトシキィ（en:Novoselytskyi Raion、ウクライナ語: Новоселицький район）
  - プチリシキィ（en:Putylskyi Raion、ウクライナ語: Путильський район）　
  - ソキリャンシキィ（en:Sokyrianskyi Raion、ウクライナ語: Сокирянський район）　
  - ストロジネトシキィ（en:Storozhynetskyi Raion、ウクライナ語: Сторожинецький район）
  - ヴィジニトシキィ（en:Vyzhnytskyi Raion、ウクライナ語: Вижницький район）　
  - ザスタウニウシキィ（en:Zastavnivskyi Raion、ウクライナ語: Заставнівський район）
- 都市:
  - チェルニウツィー （ウクライナ語: Чернівці、州都）
  - ノヴォドニストロウシク（en:Novodnistrovsk、ウクライナ語: Новодністровськ）

## 人口
2001年ウクライナ国勢調査によるデータ。
- 総人口：922,800人[2]
- 都市人口：373,500人（40%）；農村人口：549,300人（60%）[3]
- 性別人口：男性は432,100人（47%）；女性は490,700人（53%）[4]

| \| 民族構成[5] \| 民族構成[5] \| 民族構成[5] \| 民族構成[5] \| 民族構成[5] \| \| ------------ \| ------------ \| ----------- \| ----------------- \| ----------------- \| \| \| \| \| \| \| \| ウクライナ人 \| ウクライナ人 \| \| 689,100人 (75.0%) \| 689,100人 (75.0%) \| \| ルーマニア人 \| ルーマニア人 \| \| 114,600人 (12.5%) \| 114,600人 (12.5%) \| \| モルドヴァ人 \| モルドヴァ人 \| \| 67,200人 (7.3%) \| 67,200人 (7.3%) \| \| ロシア人 \| ロシア人 \| \| 37,900人 (4.1%) \| 37,900人 (4.1%) \| \| ポーランド人 \| ポーランド人 \| \| 3,300人 (0.4%) \| 3,300人 (0.4%) \| \| ベラルーシ人 \| ベラルーシ人 \| \| 1,400人 (0.2%) \| 1,400人 (0.2%) \| \| ユダヤ人 \| ユダヤ人 \| \| 1,400人 (0.2%) \| 1,400人 (0.2%) \| |              |  |                   |                   |
| 民族構成 |              |  |                   |                   |
| |              |  |                   |                   |
| ウクライナ人 | ウクライナ人 |  | 689,100人 (75.0%) | 689,100人 (75.0%) |
| ルーマニア人 | ルーマニア人 |  | 114,600人 (12.5%) | 114,600人 (12.5%) |
| モルドヴァ人 | モルドヴァ人 |  | 67,200人 (7.3%)   | 67,200人 (7.3%)   |
| ロシア人 | ロシア人     |  | 37,900人 (4.1%)   | 37,900人 (4.1%)   |
| ポーランド人 | ポーランド人 |  | 3,300人 (0.4%)    | 3,300人 (0.4%)    |
| ベラルーシ人 | ベラルーシ人 |  | 1,400人 (0.2%)    | 1,400人 (0.2%)    |
| ユダヤ人 | ユダヤ人     |  | 1,400人 (0.2%)    | 1,400人 (0.2%)    |

モルドバ人とルーマニア人を2つの異なる民族として別のカテゴリにすることは、在ウクライナのルーマニア人組織から批判されている。しかし、調査応答者全てが自身の民族を書かされており（あらかじめ選択肢が書かれていたわけではない）、調査への質問をしようがしまいが、全ての疑問にどんな回答も示されなかった。
1930年にルーマニア王国が行った調査によれば、後にチェルニウツィー州となった地方には805,642人の住民がいた。47.6％がウクライナ人、28.2％がルーマニア人だった。その他にユダヤ人88,772人、ロシア人46,946人（17世紀にロシア正教会の改革に反対して異端とされ、逃れてきたリポヴァン人を含む）、ドイツ人およそ35,000人、ポーランド人10,000人、ハンガリー人10,000人がいた。
2つの世界大戦の中間期、ルーマニア王国のチェルナウツィ県には306,975人の人口があり、そのうち136,380人がウクライナ人、78,589人がルーマニア人だった。ストロイネツ県には77,382人のウクライナ人、57,795人のルーマニア人がいた（ブコヴィナのその他の3つの県はルーマニアに属しており、そこには合計22,368人のウクライナ人がいた）。ホティン県北部の人口は、およそ70％がウクライナ人、25％がルーマニア人だった。ヘルトサ地方はほぼ100％がルーマニア人だった。 
大きな統計の変化は、第二次世界大戦中に起きた。1940年以降にソビエト連邦がこの地方を獲得するとすぐ、政府はおよそ41,000人というルーマニア人を追放するか、殺害した。同時期に、ウクライナ・ソビエト社会主義共和国からウクライナ人の流入が奨励された。ポーランド人の大半がソビエトの実力者によって追放され、ドイツ人はその大半がドイツへ送還された。1941年から1944年にルーマニア王国が支配権を手中においていた時代、ユダヤ人コミュニティーが破壊され、強制収容所へ送られたり殺害されるなどして人数が激減した。
主要民族ごとに、自分たちの母国語を州の公用語と主張しているため、人口ごとの言語は90％超の民族構成に密接に反映している。
| ラヨン/市              | 合計    | ウクライナ人 | ロシア人 | ルーマニア人 | モルドバ人 | その他 |
| ---------------------- | ------- | ------------ | -------- | ------------ | ---------- | ------ |
| ヘルツァイウシキィ     | 32,316  | 1,616        | 299      | 29,554       | 756        | 91     |
| フリボトシキィ         | 72,676  | 34,025       | 877      | 32,923       | 4,425      | 426    |
| ケルメネトシキィ       | 48,468  | 47,261       | 607      | 25           | 477        | 98     |
| コチンシキィ           | 72,398  | 66,060       | 927      | 59           | 5,102      | 250    |
| キトスマンシキィ       | 72,884  | 71,805       | 674      | 116          | 88         | 201    |
| ノヴォドニストロウシク | 87,461  | 29,703       | 1,235    | 5,904        | 50,329     | 290    |
| プチルシキィ           | 25,352  | 25,182       | 98       | 19           | 20         | 33     |
| ソキリャンシキィ       | 48,889  | 43,927       | 3,044    | 43           | 1,681      | 194    |
| ストロジネトシキィ     | 95,295  | 56,786       | 1,367    | 35,095       | 307        | 1,740  |
| ヴィジニトシキィ       | 59,993  | 58,924       | 631      | 196          | 58         | 184    |
| ザスタウニウシキィ     | 56,261  | 55,733       | 335      | 38           | 55         | 100    |
| チェルニウツィー       | 236,691 | 189,021      | 26,733   | 10,553       | 3,829      | 6,555  |
| ノヴォドニストロウシク | 10,344  | 9,013        | 1,054    | 30           | 98         | 149    |
| 合計                   | 919,028 | 689,056      | 37,881   | 114,555      | 67,225     | 10,311 |